# La Malle au mariage

La Malle au mariage est un court métrage français muet réalisé par Max Linder en 1912.

## Synopsis
Lydie, jeune orpheline, a été élevée par son tuteur qui voudrait bien l'épouser maintenant. Mais celle-ci fait les yeux doux à Max. Le tuteur est jaloux. Un jour que Max vient voir sa belle, le tuteur arrive peu de temps après. Surpris, Max se réfugie dans la garde robe de Lydie et a l'idée de se déguiser en femme et se fait passer pour une amie de sa fiancée. Le tuteur soudainement veut faire la cour à cette nouvelle venue. Il la suit, il veut lui faire la cour à la terrasse d'un café, puis "elle" l'emmène chez lui. Au moment où il se fait plus pressant, Max crie "Ciel mon mari". Le tuteur désappointé se réfugie dans une malle de la pièce voisine. Max va chercher Lydie et sous la menace, contraignent le tuteur à accepter leur union.

## Fiche technique
- Réalisation et scénario : Max Linder
- Société de production et de distribution : Pathé Frères
- Pays : France
- Format : Muet - Noir et blanc - 1,33:1 - 35 mm
- Métrage : 210 m
- Genre : Comédie
- Durée : 8 min 44 s
- Date de sortie : 
  -  France - 12 juillet 1912

## Distribution
- Max Linder : Max
- Charles Mosnier : Le tuteur de Lydie
- Suzy Depsy : Lydie
- (Le domestique de Lydie)
- (Le garçon de café)
- (L'homme avec son chien)